# Eliurus tanala
Eliurus tanala је врста глодара (Rodentia) из породице Nesomyidae.

## Распрострањење
Ареал врсте је ограничен на једну државу. Мадагаскар је једино познато природно станиште врсте.

## Станиште
Станишта врсте су шуме, бамбусове шуме и брдовити предели. Врста је по висини распрострањена од 410 до 1.625 метара надморске висине.

## Угроженост
Ова врста је наведена као последња брига, јер има широко распрострањење и честа је врста.